# William P. Young
William Paul Young (Grande Prairie, 11 de maio de 1955) é um escritor canadense, mais conhecido por sua obra A Cabana, que vendeu mais de 15 milhões de cópias pelo mundo.

## Biografia
O mais velho de quatro filhos, Young passou grande parte da sua infância na Papua-Nova Guiné, junto com seus pais missionários, numa comunidade tribal. Os membros da tribo vieram a se tornar parte de sua família. O fato de ser  a única criança branca na comunidade e que sabia falar sua língua veio a garantir um incomum acesso à cultura e à comunidade local.[carece de fontes?]  Pagou seus estudos religiosos trabalhando como DJ, salva-vidas e em diversos outros empregos temporários. Formou-se em Religião no estado Oregon, nos Estados Unidos. A sua obra mais conhecida é A Cabana (The Shack).
Em 2012 publicou sua segunda obra A Travessia (Cross Roads).
Além de escritor, foi fundador da Editora Windblown.

## Obras

### A Cabana
- The Shack (2007) No Brasil: A Cabana (Editora Arqueiro, 2008)

#### Livros relacionados
- A Cabana - Reflexões Para Cada Dia do Ano (Sextante, 2012)
- A Cabana - Guia de Estudos – Encontrando a Cura Para a Perda, o Trauma e a Dor (Sextante, 2017) com Brad Robison.

### Outros
- Cross Roads (2012) No Brasil: A Travessia (Editora Arqueiro, 2012)
- Eve (2015) No Brasil: Eva (Editora Arqueiro, 2015)
- Lies we believe about God (2017)

## Ligações Externas
- «Biografia no site do autor, Windrumors» (em inglês)